# Laer (Melle)
Laer ist ein Ortsteil der Stadt Melle im Landkreis Osnabrück in Niedersachsen. Der Ort bildete bis 1970 eine Gemeinde im damaligen Landkreis Melle und gehört heute zum Meller Stadtteil Melle-Mitte.

## Geographie
Laer besitzt keinen Dorfkern, sondern ist eine alte Bauerschaft südwestlich der Meller Kernstadt, die aus verstreut liegenden Einzelhöfen besteht. Der Ortsteil wird in Süd-Nord-Richtung vom Laerbach durchflossen. Am Laerbach befand sich früher das bedeutende Gut Laer, von dem nur noch wenige Gebäude existieren.

## Geschichte
Die Bauerschaft Laer gehörte bis zu den Napoleonischen Kriegen zum Amt Grönenberg des Hochstifts Osnabrück. Von 1807 bis 1810 gehörte Laer zum Kanton Melle des napoleonischen Satellitenstaats Königreich Westphalen. Von 1811 bis 1813 gehörte der Ort unmittelbar zu Frankreich und dort zur Mairie Melle im Arrondissement Osnabrück des Departements der Oberen Ems. 1814 kam Laer zum Königreich Hannover und bildete dort eine Gemeinde im Amt Grönenberg. 1867 fiel Laer mit dem gesamten Königreich Hannover an Preußen und seit 1885 gehörte die Gemeinde zum Landkreis Melle. Innerhalb des Landkreises Melle gehörte die Gemeinde zur Samtgemeinde Melle. Am 1. Januar 1970 wurde Laer in der ersten Phase der Gebietsreform in Niedersachsen in die Stadt Melle eingegliedert.

## Einwohnerentwicklung
| Jahr | Einwohner | Quelle |
| ---- | --------- | ------ |
| 1845 | 315       | [ 3 ]  |
| 1871 | 295       | [ 4 ]  |
| 1910 | 360       | [ 5 ]  |
| 1939 | 310       | [ 6 ]  |
| 1950 | 521       | [ 7 ]  |
| 1961 | 461       | [ 7 ]  |

## Baudenkmale
In Laer sind mehrere Bauwerke denkmalgeschützt:
- Die Mühle Kombrink (die alte Mühle des Gutes Laer) an der Altenmeller Straße 79 mit mehreren Nebengebäuden
- Ein ehemaliges Wohn- und Wirtschaftsgebäude des Gutes Laer an der Altenmeller Straße 81